# الأشخاص (برمجية)
الأشخاص (بالإنجليزية: People)‏ هو مدير جهات اتصال [الإنجليزية] ودليل عناوين، يأتي مُضمنًا مع نُظم مايكروسوفت ويندوز،يُتيح إضافة جهات الاتصال وتحريرها وتغييرها وإزالتها، وإرسال بريد إلكتروني، والتبديل إلى تطبيق البريد [الإنجليزية] أو التقويم، وغيرها. يأتي مُضمنًا في نظام التشغيل ويندوز فون، كذلك.

## انظُر أيضًا
- دفتر عناوين ويندوز
- جهات اتصال ويندوز [الإنجليزية]